# レアル・サラゴサ
レアル・サラゴサ（Real Zaragoza, S.A.D. (スペイン語発音: [reˈal θaɾaˈɣoθa])）は、スペイン・アラゴン州サラゴサに本拠地を置くサッカークラブチーム。2024-25シーズンはセグンダ・ディビシオンに所属している。
1932年3月18日に設立され、それ以来ほとんどの期間をプリメーラ・ディビシオン（1部）で過ごしている。ラ・リーガ創設以来の勝ち点を合計したラ・リーガ通算順位表では9位に位置する。プリメーラ・ディビシオンでの優勝経験はないが、コパ・デル・レイでは6度（6位）の優勝回数を誇る。欧州カップ戦ではインターシティーズ・フェアーズカップ（UEFAカップの前身）、UEFAカップウィナーズカップで1度ずつ優勝している。伝統的にホームゲームでは白いシャツとソックス、藤紫色のパンツを着用し、アウェーゲームでは黒色と黄色のユニフォームを着用する。ホームスタジアムはエスタディオ・デ・ラ・ロマレーダであり、34,596人を収容する。

## 歴史
サラゴサ市にはイベリアSCとレアル・サラゴサCDという2つのクラブが存在していた。激しいライバル関係にあった両クラブは1932年に財政難に陥り、「マリア様の奇跡」と呼ばれる合併をして新しいチーム、サラゴサが設立された。リーガ・エスパニョーラに参戦していたが、スペイン内戦によって発展を妨げられた。1951年にチーム名をレアル・サラゴサに変更した。1957年9月8日、最初のスタジアムであるトーレロを離れ、現在のスタジアムであるエスタディオ・デ・ラ・ロマレーダに移った。

### 黄金時代
1960-61シーズンを始まりとして、レアル・サラゴサは黄金時代に足を踏み入れた。当時のスペインで最も優秀な選手たちの数々がプレーし、ロス・マグニフィコス（Los Magníficos、偉大なチーム）と呼ばれる彼らはいくつものタイトルを獲得した。リーグ優勝こそできなかったが、1960-61シーズンから1968-69シーズンまでの8シーズンは3位、4位、5位、4位、3位、4位、5位、5位とすべて5位以内に入った。1961-62シーズンにはフアン・セミナリオが30試合で25得点を挙げ、ピチーチ賞（得点王）のタイトルを獲得した。
1963-64シーズンにはコパ・デル・レイで初優勝し、同シーズンにはインターシティーズ・フェアーズカップ（UEFAカップの前身）でも優勝した。攻撃陣にはカナリオ、エレウテリオ・サントス、マルセリーノ・マルティネス、フアン・マヌエル・ビジャ、カルロス・ラペトラなどがおり、守備陣にはセベリーノ・レイハやホセ・ルイス・ビオレタなどの名選手がいた。コパ・デル・レイでは1962-63シーズンから4シーズン連続で決勝に進出し、1965-66シーズンには2度目の優勝を飾ったが、次のタイトルは1980年代半ばまで持ち越された。

### 70年代から20世紀末
1970年代からの30年間は浮き沈みの激しい時期であった。1970年代初頭には再びリーグ優勝に近付き、1973-74シーズンには3位、1974-75シーズンには2位となったが、最終節に敗れてレアル・マドリードにタイトルを明け渡している。1977-78シーズンにはセグンダ・ディビシオンのプレーも経験したが、1985-86シーズンには3度目のコパ・デル・レイ優勝を果たした。1990-91シーズンは良くないシーズンであり、昇降格プレーオフ圏内でシーズンを終えたが、レアル・ムルシアとのプレーオフはファーストレグが0-0、セカンドレグが5-2となり、プリメーラ・ディビシオン残留を果たした。1992-93シーズンはコパ・デル・レイで準優勝し、1993-94シーズンには4度目の優勝を飾った。
1994-95シーズンのUEFAカップウィナーズカップではフェイエノールトやチェルシーFCなどヨーロッパの強豪を撃破し、パリのパルク・デ・プランスで行われた決勝ではアーセナルFCと対戦した。90分を終えて1-1と決着がつかず、延長戦にもつれ込んだが、ハーフウェイラインをわずかに過ぎた場所からナジムが撃ったハーフボレーシュートがデヴィッド・シーマンを超えてネットに突き刺さり、延長終了間際にレアル・サラゴサが優勝を決めた。

### 21世紀
2000-01シーズンにはコパ・デル・レイ決勝でセルタ・デ・ビーゴを3-1で破って5度目の優勝を果たした。2001-02シーズンには最下位でセグンダ・ディビシオンに降格したが、1シーズンでプリメーラ・ディビシオンに再昇格を果たした。
2006年5月後半、アガピト・イグレシアスはアルフォンソ・ソランから会長の座を受け継ぎ、スペインやヨーロッパでもっとも強いチームのひとつを作り上げることを約束した。2006年夏には中盤の補強として移籍金1100万ユーロでパブロ・アイマールを獲得した。2006-07シーズンは攻撃サッカーの信奉者であるビクトル・フェルナンデス監督の下、アイマール、アンドレス・ダレッサンドロ、アルベルト・サパテル、エベルトンなどの攻撃陣がアウェーゲームでも攻撃的なサッカーを展開し、ディエゴ・ミリートはヨーロッパ・ゴールデンシュー3位となる23得点を挙げた。6位という成績でUEFAカップ出場権を獲得した。
2006-07シーズンからほとんど選手の変更はなかったにもかかわらず、2007-08シーズンはクラブの歴史でもっとも失望の残るシーズンとなった。UEFAカップでは1回戦で敗退し、ダレッサンドロの造反などもあって、2008年を迎える頃にはリーグ戦でも順位を下げた。2008年1月、求心力が低下したビクトル・フェルナンデス監督は解任され、アンデル・ガリターノ、ハビエル・イルレタ、マノロ・ビジャノバと、1シーズンに3度も監督が代わる混乱ぶりであった。最終節を迎えるまでにアウェーゲームで勝ち点8を獲得したのみで、最終節のRCDマジョルカ戦は勝利が必須だったが、リカルド・オリヴェイラの2得点もおよばず2-3で敗れ、18位でセグンダ・ディビシオン降格となった。
2008年夏には智将マルセリーノ監督を招聘し、チーム編成などに大きな権限を与えたが、アイマール、ペテル・リュクサン、マツザレム、セルヒオ・ガルシア、D・ミリート、セサル・サンチェスなど攻守に多くの選手がチームを去った。2008-09シーズン開幕から数試合は成績が芳しくなかったが、しり上がりに調子を上げ、後半戦には16戦無敗という記録を作った。ラーヨ・バジェカーノとの最終節を残し、1シーズンでのプリメーラ・ディビシオン復帰を果たした。
2011-12シーズンは開幕から不調が続き、シーズンの半分近くを最下位で過ごした。一時は降格候補筆頭と見られていたが、残り12試合で8勝1分3敗、勝ち点25を積み上げ、最終的には勝ち点43の16位として残留を果たした。
2011年6月8日、倒産法に基づく法的整理を申請した。2012年6月、アガピトは会長を退任。更に2012-13シーズンは、プリメーラ最下位に終わり、セグンダに降格。以降は下部リーグでの闘いを強いられている。
2019年8月、日本代表・香川真司を獲得したことが話題となった。

## ライバルと親交
レアル・サラゴサがダービーマッチとみなしているのはCAオサスナとの対戦である。それぞれ隣り合うアラゴン州とナバーラ州で最も規模の大きなサッカークラブであり、CAオサスナの本拠地であるパンプローナとサラゴサは145kmの距離にあり、両者の対戦の際には多くのサポーターがアウェースタジアムに駆けつける。
SDウエスカとの対戦はアラゴン・ダービーと呼ばれる。仲の良いダービーマッチであるのか、思想が激しくぶつかり合うダービーマッチであるのかは意見が分かれるところであり、もっともな理由で判断が分かれている。両者が同じディビジョンに所属したのは2008-09シーズンまでわずか2シーズンだけであったが、2015-16シーズンのウエスカのセグンダ再昇格以降は、同じディビジョンに所属している（2018-19、2020-21シーズンは除く）。試合の外では良好なビジネス関係を築き、過去に多くの選手が両クラブの間で移籍しているからである。
レアル・サラゴサはCDヌマンシアとも良好な関係を築いている。
リザーブチームであるデポルティーボ・アラゴンは現在テルセーラ・ディビシオンに在籍している。

## タイトル

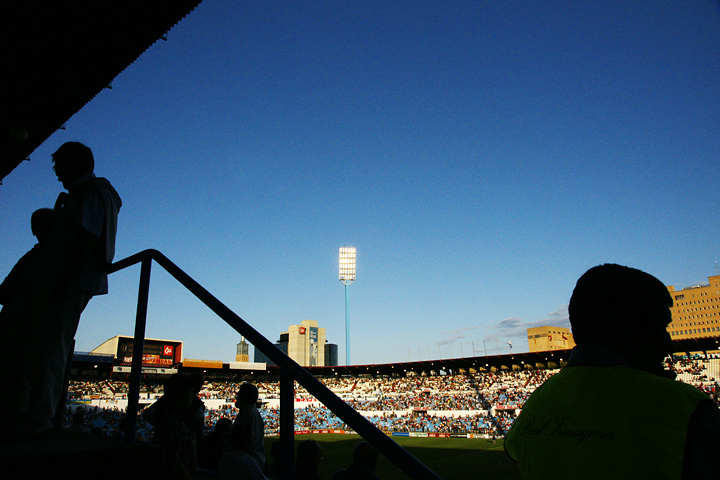
エスタディオ・デ・ラ・ロマレーダ

### 国内タイトル
- セグンダ・ディビシオン : 1回
  - 1977-78
- コパ・デル・レイ : 6回
  - 1963-64, 1965-66, 1985-86, 1993-94, 2000-01, 2003-04
- スーペルコパ・デ・エスパーニャ : 1回
  - 2004

### 国際タイトル
- UEFAカップウィナーズカップ : 1回
  - 1994-95

## 過去の成績
| シーズン | ディビジョン | 順位 | コパ・デル・レイ |
| -------- | ------------ | ---- | ---------------- |
| 1932/33  | テルセーラ   | 1位  | ベスト16         |
| 1933/34  | テルセーラ   | 1位  | ベスト16         |
| 1934/35  | セグンダ     | 3位  | 準々決勝敗退     |
| 1935/36  | セグンダ     | 2位  | 準々決勝敗退     |
| 1939/40  | プリメーラ   | 7位  | 準決勝敗退       |
| 1940/41  | プリメーラ   | 11位 | 3回戦敗退        |
| 1941/42  | セグンダ     | 2位  | ベスト16         |
| 1942/43  | プリメーラ   | 13位 | ベスト16         |
| 1943/44  | セグンダ     | 6位  | ベスト32         |
| 1944/45  | セグンダ     | 7位  | 1回戦敗退        |
| 1945/46  | セグンダ     | 10位 | 1回戦敗退        |
| 1946/47  | セグンダ     | 13位 | 1回戦敗退        |
| 1947/48  | テルセーラ   | 3位  | 3回戦敗退        |
| 1948/49  | テルセーラ   | 2位  | 1回戦敗退        |
| 1949/50  | セグンダ     | 4位  | 2回戦敗退        |
| 1950/51  | セグンダ     | 2位  |                  |
| 1951/52  | プリメーラ   | 12位 | 準々決勝敗退     |
| 1952/53  | プリメーラ   | 16位 |                  |
| 1953/54  | セグンダ     | 9位  |                  |
| 1954/55  | セグンダ     | 3位  |                  |

| シーズン | ディビジョン | 順位 | コパ・デル・レイ |
| -------- | ------------ | ---- | ---------------- |
| 1955/56  | セグンダ     | 3位  |                  |
| 1956/57  | プリメーラ   | 9位  | ベスト16         |
| 1957/58  | プリメーラ   | 14位 | ベスト16         |
| 1958/59  | プリメーラ   | 9位  | ベスト16         |
| 1959/60  | プリメーラ   | 11位 | ベスト32         |
| 1960/61  | プリメーラ   | 3位  | ベスト16         |
| 1961/62  | プリメーラ   | 4位  | 準決勝敗退       |
| 1962/63  | プリメーラ   | 5位  | 準優勝           |
| 1963/64  | プリメーラ   | 4位  | 優勝             |
| 1964/65  | プリメーラ   | 3位  | 準優勝           |
| 1965/66  | プリメーラ   | 4位  | 優勝             |
| 1966/67  | プリメーラ   | 5位  | ベスト32         |
| 1967/68  | プリメーラ   | 5位  | 準々決勝敗退     |
| 1968/69  | プリメーラ   | 13位 | ベスト16         |
| 1969/70  | プリメーラ   | 8位  | 準決勝敗退       |
| 1970/71  | プリメーラ   | 16位 | ベスト16         |
| 1971/72  | セグンダ     | 3位  | 4回戦敗退        |
| 1972/73  | プリメーラ   | 8位  | 5回戦敗退        |
| 1973/74  | プリメーラ   | 3位  | 準々決勝敗退     |
| 1974/75  | プリメーラ   | 2位  | 準決勝敗退       |

| シーズン | ディビジョン | 順位 | コパ・デル・レイ |
| -------- | ------------ | ---- | ---------------- |
| 1975/76  | プリメーラ   | 14位 | 準優勝           |
| 1976/77  | プリメーラ   | 16位 | 準々決勝敗退     |
| 1977/78  | セグンダ     | 1位  | ベスト16         |
| 1978/79  | プリメーラ   | 14位 | 準々決勝敗退     |
| 1979/80  | プリメーラ   | 10位 | 4回戦敗退        |
| 1980/81  | プリメーラ   | 14位 | 1回戦敗退        |
| 1981/82  | プリメーラ   | 11位 | 準々決勝敗退     |
| 1982/83  | プリメーラ   | 6位  | 2回戦敗退        |
| 1983/84  | プリメーラ   | 7位  | 3回戦敗退        |
| 1984/85  | プリメーラ   | 10位 | 準決勝敗退       |
| 1985/86  | プリメーラ   | 4位  | 優勝             |
| 1986/87  | プリメーラ   | 5位  | ベスト16         |
| 1987/88  | プリメーラ   | 11位 | ベスト32         |
| 1988/89  | プリメーラ   | 5位  | ベスト32         |
| 1989/90  | プリメーラ   | 9位  | 準々決勝敗退     |
| 1990/91  | プリメーラ   | 17位 | ベスト16         |
| 1991/92  | プリメーラ   | 6位  | 5回戦敗退        |
| 1992/93  | プリメーラ   | 9位  | 準優勝           |
| 1993/94  | プリメーラ   | 3位  | 優勝             |
| 1994/95  | プリメーラ   | 7位  | ベスト16         |

| シーズン | ディビジョン | 順位 | コパ・デル・レイ |
| -------- | ------------ | ---- | ---------------- |
| 1995/96  | プリメーラ   | 13位 | 準々決勝敗退     |
| 1996/97  | プリメーラ   | 14位 | 3回戦敗退        |
| 1997/98  | プリメーラ   | 13位 | 準決勝敗退       |
| 1998/99  | プリメーラ   | 9位  | 3回戦敗退        |
| 1999/00  | プリメーラ   | 4位  | ベスト16         |
| 2000/01  | プリメーラ   | 17位 | 優勝             |
| 2001/02  | プリメーラ   | 20位 | ベスト64         |
| 2002/03  | セグンダ     | 2位  | ベスト32         |
| 2003/04  | プリメーラ   | 12位 | 優勝             |
| 2004/05  | プリメーラ   | 12位 | ベスト64         |
| 2005/06  | プリメーラ   | 11位 | 準優勝           |
| 2006/07  | プリメーラ   | 6位  | 準々決勝敗退     |
| 2007/08  | プリメーラ   | 18位 | ベスト16         |
| 2008/09  | セグンダ     | 2位  | 2回戦敗退        |
| 2009/10  | プリメーラ   | 14位 | ベスト32         |

| シーズン | リーグ       | リーグ | リーグ | リーグ | リーグ | リーグ | リーグ | リーグ | リーグ | リーグ | コパ・デル・レイ |
| シーズン | ディビジョン | 順位   | 試     | 勝     | 分     | 敗     | 得     | 失     | 点     | 備考   | コパ・デル・レイ |
| -------- | ------------ | ------ | ------ | ------ | ------ | ------ | ------ | ------ | ------ | ------ | ---------------- |
| 2010-11  | ラ・リーガ   | 13位   | 38     | 12     | 9      | 17     | 40     | 53     | 45     |        | ベスト32         |
| 2011-12  | ラ・リーガ   | 16位   | 38     | 12     | 7      | 19     | 36     | 61     | 43     |        | ベスト32         |
| 2012-13  | ラ・リーガ   | 20位   | 38     | 9      | 7      | 22     | 37     | 62     | 34     | 降格   | ベスト8          |
| 2013-14  | セグンダ     | 14位   | 42     | 13     | 14     | 15     | 49     | 53     | 53     |        | 2回戦敗退        |
| 2014-15  | セグンダ     | 6位    | 42     | 15     | 16     | 11     | 61     | 58     | 61     |        | 2回戦敗退        |
| 2015-16  | セグンダ     | 8位    | 42     | 17     | 13     | 12     | 50     | 44     | 64     |        | 3回戦敗退        |
| 2016-17  | セグンダ     | 16位   | 42     | 12     | 14     | 16     | 50     | 52     | 50     |        | 2回戦敗退        |
| 2017-18  | セグンダ     | 3位    | 42     | 20     | 11     | 11     | 57     | 44     | 71     |        | ベスト32         |
| 2018-19  | セグンダ     | 15位   | 42     | 13     | 12     | 17     | 49     | 51     | 51     |        | 3回戦敗退        |
| 2019-20  | セグンダ     | 3位    | 42     | 18     | 11     | 13     | 59     | 53     | 65     |        | ベスト16         |
| 2020-21  | セグンダ     | 15位   | 42     | 13     | 11     | 18     | 37     | 43     | 50     |        | 2回戦敗退        |
| 2021-22  | セグンダ     | 10位   | 42     | 12     | 20     | 10     | 39     | 46     | 56     |        | ベスト32         |
| 2022-23  | セグンダ     | 13位   | 42     | 12     | 17     | 13     | 40     | 39     | 53     |        | 1回戦敗退        |
| 2023-24  | セグンダ     | 15位   | 42     | 12     | 15     | 15     | 42     | 42     | 51     |        | 1回戦敗退        |
| 2024-25  | セグンダ     |        | 42     |        |        |        |        |        |        |        | 2回戦敗退        |

- 58シーズン プリメーラ・ディビシオン
- 27シーズン セグンダ・ディビシオン
- 4シーズン テルセーラ・ディビシオン

## 各記録

### チーム記録

#### 最多得点試合
| ディビジョン | H & A  | スコア | 試合日                          | 対戦相手          |
| ------------ | ------ | ------ | ------------------------------- | ----------------- |
| プリメーラ   | ホーム | 8-1    | 1978-79シーズン第22節 (2月25日) | RCDエスパニョール |
| セグンダ     | ホーム | 8-1    | 1953-54シーズン第4節 (10月4日)  | ラシン・フェロル  |

#### 最多失点試合
| ディビジョン | H & A    | スコア | 試合日                          | 対戦相手                 |
| ------------ | -------- | ------ | ------------------------------- | ------------------------ |
| プリメーラ   | アウェイ | 10-1   | 1951-52シーズン第3節 (9月23日)  | アスレティック・ビルバオ |
| セグンダ     | アウェイ | 6-0    | 1944-45シーズン第8節 (11月12日) | ラシン・サンタンデール   |

### 個人記録

#### 通算最多出場者
- 通算

473試合 -  ホセ・ルイス・ビオレタ
- リーグ戦

383試合 -  ハビ・アグアド

#### 通算出場試合上位
記録は公式戦通算。太字は2022-23シーズン開幕時点での在籍選手。記録は2021-22シーズン終了時点。
| 順 | 選手名                 | 出場試合数 | 在籍期間             | 備考                             |
| -- | ---------------------- | ---------- | -------------------- | -------------------------------- |
| 1  | ホセ・ルイス・ビオレタ | 473試合    | 1961-1977            | リスト・オブ・ワン・クラブ・マン |
| 2  | ハビ・アグアド         | 472試合    | 1990-2003            |                                  |
| 3  | アルベルト・サパテル   | 392試合    | 2004-2009, 2016-     |                                  |
| 4  | マノーロ・ゴンサレス   | 382試合    | 1966-1977            |                                  |
| 5  | フアン・セニョール     | 369試合    | 1981-1990            | UEFA EURO 1984準優勝メンバー     |
| 5  | ミゲル・パルデサ       | 369試合    | 1985-1986, 1987-1997 |                                  |
| 5  | カスコ                 | 369試合    | 1979-1988            |                                  |
| 8  | サンティアゴ・アラゴン | 362試合    | 1992-2003            |                                  |
| 9  | アンドニ・セドルン     | 361試合    | 1984-1996            | GK最多                           |
| 10 | セベリーノ・レイハ     | 347試合    | 1959-1969            | UEFA EURO 1964優勝メンバー       |

#### 通算最多得点者
- 通算

119得点 -  マルセリーノ
- リーグ戦

92得点 -  ピチ・アロンソ

#### 通算得点上位
記録は公式戦通算。太字は2022-23シーズン開幕時点での在籍選手。記録は2021-22シーズン終了時点。
| 順 | 選手名                   | 得点数  | 在籍期間             | 備考                                |
| -- | ------------------------ | ------- | -------------------- | ----------------------------------- |
| 1  | マルセリーノ             | 119得点 | 1959-1970            | UEFA EURO 1964優勝メンバー          |
| 2  | ピチ・アロンソ           | 112得点 | 1977-1982            |                                     |
| 3  | ホアキン・ムリージョ     | 108得点 | 1957-1964            |                                     |
| 4  | ミゲル・パルデサ         | 97得点  | 1985-1986, 1987-1997 |                                     |
| 5  | エレウテリオ・サントス   | 94得点  | 1963-1971            |                                     |
| 6  | グスタボ・ポジェ         | 80得点  | 1990-1997            | 外国人最多                          |
| 7  | サトゥルニーノ・アルア   | 77得点  | 1973-1979            |                                     |
| 7  | フランシスコ・イゲラ     | 77得点  | 1988-1997            |                                     |
| 9  | ホルヘ・バルダーノ       | 71得点  | 1979-1984            | 1986 FIFAワールドカップ優勝メンバー |
| 10 | フアン・マヌエル・ビジャ | 70得点  | 1962-1971            |                                     |

## 現所属メンバー
2025年2月18日現在
注：選手の国籍表記はFIFAの定めた代表資格ルールに基づく。
| No. | Pos. |                          | 選手名                  |
| --- | ---- | ------------------------ | ----------------------- |
| 2   | DF   | スペイン                 | マルコス・ルナ          |
| 3   | DF   | ポルトガル               | ジャイル・アマドール () |
| 4   | DF   | スペイン                 | ダニ・タセンデ          |
| 5   | DF   | スペイン                 | エンリケ・クレメンテ    |
| 6   | MF   | アルバニア               | ケイディ・バレ          |
| 7   | FW   | スペイン                 | マリオ・ソベロン        |
| 9   | FW   | スペイン                 | ダニ・ゴメス            |
| 10  | MF   | スペイン                 | ラウール・グティ        |
| 11  | FW   | ボスニア・ヘルツェゴビナ | サメド・バジュダル ()   |
| 12  | DF   | スロバキア               | セバスティアン・コーサ  |
| 13  | GK   | フランス                 | ガエタン・プサン        |
| 14  | MF   | スペイン                 | フランチョ・セラーノ    |

| No. | Pos. |              | 選手名                      |
| --- | ---- | ------------ | --------------------------- |
| 15  | DF   | ポルトガル   | ベルナルド・ヴィタル        |
| 16  | MF   | ホンジュラス | ケルビン・アリアーガ        |
| 17  | DF   | スペイン     | カルロス・ニエト            |
| 19  | DF   | スペイン     | イバン・カレロ              |
| 20  | FW   | スペイン     | マルコム・アドゥ・アレス () |
| 21  | MF   | スペイン     | トニ・モジャ                |
| 22  | FW   | スペイン     | アルベルト・マリ            |
| 23  | MF   | スペイン     | アヘル・アケチェ            |
| 24  | DF   | スペイン     | ジュイス・ロペス            |
| 25  | GK   | スペイン     | ホアン・フェメニアス        |
| 29  | FW   | スペイン     | パウ・サンス                |
| 33  | FW   | スペイン     | アドリアン・リソ            |

※括弧内の国旗はその他保有国籍、もしくは市民権、星印はEU圏外選手を示す。
監督
- ビクトル・フェルナンデス

### ローン移籍
in
注：選手の国籍表記はFIFAの定めた代表資格ルールに基づく。
| No. | Pos. |              | 選手名                                |
| --- | ---- | ------------ | ------------------------------------- |
| 5   | DF   | スペイン     | エンリケ・クレメンテ (ラス・パルマス) |
| 16  | MF   | ホンジュラス | ケルビン・アリアーガ (パルチザン)     |

| No. | Pos. |          | 選手名                                 |
| --- | ---- | -------- | -------------------------------------- |
| 20  | FW   | スペイン | マルコム・アドゥ・アレス (ビルバオ) () |
| 22  | FW   | スペイン | アルベルト・マリ (バレンシア)          |

out
注：選手の国籍表記はFIFAの定めた代表資格ルールに基づく。
| No. | Pos. |          | 選手名                                     |
| --- | ---- | -------- | ------------------------------------------ |
| --  | FW   | トルコ   | シナン・バクシュ (グールニク・ザブジェ) () |
| --  | FW   | スペイン | セルジ・エンリク (ウエスカ)                |
| --  | DF   | スペイン | アンドレアス・ボルヘ (アレンテイロ)        |

| No. | Pos. |          | 選手名                                          |
| --- | ---- | -------- | ----------------------------------------------- |
| --  | DF   | スペイン | フアン・セバスティアン・セラーノ (アルコルコン) |
| --  | MF   | スペイン | アルベルト・バケイロ (CDルーゴ)                 |
| --  | MF   | スペイン | ゴリ・ガルシア (UDイビサ)                       |

## 歴代監督
- マヌエル・オリバレス 1935-1936, 1944-1946
- フェルディナンド・ダウチーク 1966-1967
- エクトル・リアル 1969-1970
- ルシアン・ミュラー 1976-1977
- アルセニオ・イグレシアス 1977-1978
- ヴヤディン・ボシュコヴ 1978-1979
- マノーロ・ビジャノバ 1979-1981
- レオ・ベーンハッカー 1981-1984
- エンツォ・フェラーリ 1984-1985
- ルイス・コスタ 1985-1987
- マノーロ・ビジャノバ 1987-1988
- ラドミル・アンティッチ 1988-1990
- イルド・マネイロ 1990-1991
- ビクトル・フェルナンデス 1991-1996
- ビクトル・エスパラド 1996-1997
- ルイス・コスタ 1997-1998
- チェチュ・ロホ 2001-2002
- ルイス・コスタ 2002
- マルコス・アロンソ 2002
- パコ・フローレス 2002-2004
- ビクトル・ムニョス 2004-2006
- ビクトル・フェルナンデス 2006-2008
- アンデル・ガリターノ 2008
- ハビエル・イルレタ 2008
- マノーロ・ビジャノバ 2008
- マルセリーノ・ガルシア・トラル 2008-2009
- ホセ・アウレリオ・ガイ 2009-2010.11
- ハビエル・アギーレ 2010.11-2011.12
- マヌエル・ヒメネス 2011.12-2013
- パコ・エレーラ 2013-2014
- ビクトル・ムニョス 2014
- ランコ・ポポヴィッチ 2014-2015
- リュイス・カレラス 2015-2016
- ルイス・ミジャ 2016
- ラウール・アグネ 2016-2017
- セサル・ライネス 2017
- ナチョ・ゴンザレス 2017-2018
- イマノール・イディアケス 2018
- ルーカス・アルカラス 2018
- ビクトル・フェルナンデス 2018-2020
- ルベン・バラハ 2020
- イバン・マルティネス 2020
- フアン・イグナシオ・マルティネス 2020-2022
- フアン・カルロス・カルセド 2022
- フラン・エスクリバ 2022-2023
- フリオ・ベラスケス 2023-2024
- ビクトル・フェルナンデス 2024
- ミゲル・アンヘル・ラミレス 2024-

## 歴代所属選手

### GK
| - ホセ・ルイス・チラベルト 1988-1991 - フアンミ 1993-2002 - オットー・コンラード 1997-1999 - ファリド・モンドラゴン 1999 | - セサル・サンチェス 2005-2008 - フアン・パブロ・カリーソ 2009-2010 - ロベルト 2010, 2011-2013 | - レオ・フランコ 2010-2014 - ヤシン・ブヌ 2014-2016 - クリスティアン・アルバレス 2017- |

### DF
- ホセ・ゴンサルボ 1950-1953
- セベリーノ・レイハ 1959-1969
- フアニート 1987-1990
- アルベルト・ベルスエ 1988-1998
- パブロ・アルファロ 1989-1992
- アンドレアス・ブレーメ 1992-1993
- ルイス・カルロス・クアルテロ 1993-2009
- カフー 1994-1995
- キケ・サンチェス・フローレス 1996-1997
- スロボダン・コムリェノヴィッチ 2001-2003
- デリオ・トレド 2002-2006
- ガブリエル・ミリート 2003-2007
- アグスティン・アランサバル 2004-2007
- チュス・エレーロ 2005-2009
- カルロス・ディオゴ 2006-2011
- フアンフラン 2006-2008
- ジェラール・ピケ 2006-2007
- ハビエル・パレデス 2007-2014
- ロベルト・アジャラ 2007-2010
- フランシスコ・パボン 2007-2010
- マルコ・バビッチ 2009-2010
- イヴァン・オブラドヴィッチ 2009-2013
- マッテオ・コンティーニ 2010-2011

### MF
- グレゴリオ・アメストイ 1934-1943
- マリアーノ・ゴンサルボ 1941-1942
- フアン・セニョール 1981-1990
- フランク・ライカールト 1987-1988
- フアン・ビスカイーノ 1988-1990
- ナスコ・シラコフ 1988-90
- ナイム 1993-1997
- セルヒオ・ベルティ 1995-1996
- キリ・ゴンザレス 1996-1999
- レオナルド・ポンシオ 2003-2006, 2009-2012
- グスタボ・ロペス 1995-1999
- ホセ・イグナシオ 1997-2002
- マルコス・バレス 1997-2002
- サヴィオ 2003-2006
- アルベルト・サパテル 2004-2009
- ホセ・マリア・モビージャ 2004-2007,2012-2014
- アルベルト・セラーデス 2005-2008
- パブロ・アイマール 2006-2008
- アンドレス・ダレッサンドロ 2006-2008.1
- ガビ 2007-2011
- アンデル・エレーラ 2009-2011
- ジャーメイン・ペナント 2009-2010
- アベル・アギラール 2009-2010
- エリセウ 2010.1-2010.5
- イジー・ヤロシーク 2010.1-2011
- 長谷川アーリアジャスール 2015-2016
- 香川真司 2019-2020

### FW
- マヌエル・バデネス 1949-1950
- カルロス・ラペトラ 1959-1969
- マルセリーノ 1959-1970
- フアン・セミナリオ 1961-1962
- ピチ・アロンソ 1977-1982
- ホルヘ・バルダーノ 1979-1984
- ラウル・アマリージャ 1980-1985
- フアン・エスナイデル 1993-1995
- フェルナンド・モリエンテス 1995-1997
- サボ・ミロシェビッチ 1998-2000, 2002

- マテ・ビリッチ 2001-2002
- ダビド・ビジャ 2003-2005
- エベルトン 2005-2007, 2008-2010
- セルヒオ・ガルシア 2005-2008
- ディエゴ・ミリート 2005-2008
- リカルド・オリヴェイラ 2007-2009
- イケチュク・ウチェ 2009-2011
- ウンベルト・スアソ 2010

## エンブレム
1932年の合併時、エンブレムは赤い盾の中にサラゴサ市の紋章であるレオン王国の獅子がある図案を採用した。1951年、チーム名に「レアル」が加わった事に伴い、盾の上に王冠のデザインが追加され、何度かのマイナーチェンジはあるが基本的にこのエンブレムが使われている。
2007年にチーム創立75周年を記念して獅子の絵柄が変更されたがソシオには不評だった。そこで2011年6月からソシオ加入者への人気投票を開始した。9月の締め切り時、総ソシオ23309人中7739人が投票し、6961人が以前のデザインを支持した。そのため暫定的に元のエンブレムに戻す事になったが、シーズン中だったためユニフォームは変更できなかった。ただし投票したソシオ数が少なかったため、2012-13シーズン開幕前まで再投票が行われる事になったが、ここでも旧エンブレムの支持が高い。